# Thaumastopeus inexpectatus
Thaumastopeus inexpectatus är en skalbaggsart som beskrevs av Miksic 1977. Thaumastopeus inexpectatus ingår i släktet Thaumastopeus och familjen Cetoniidae. Utöver nominatformen finns också underarten T. i. glabratus.